# Cleveleys
Cleveleys è un paese del Lancashire, in Inghilterra.